# Henri Rochefort

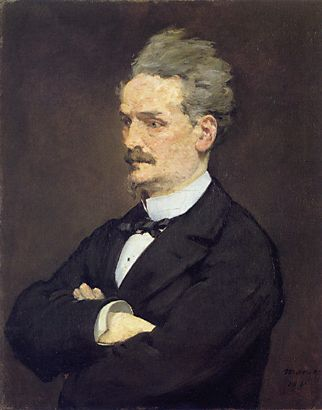
Édouard Manet: Henri Rochefort (1881).

Victor Henri Rochefort, Marqués de Rochefort-Luçay (30 de enero de 1830 – 30 de junio de 1913) fue un periodista, político y autor teatral francés, nacido en París.

## Vida
Su padre, Edmond Rochefort, fue un noble empobrecido legitimista, que había adquirido cierta reputación como escritor de vodeviles, con el nombre de Edmond Rochefort. Su madre, por el contrario, era de ideas republicanas. Después de sus experiencias como estudiante de medicina, empleado en el Ayuntamiento de París, dramaturgo y periodista, se incorporó a la plantilla de Le Figaro en 1863, pero una serie de artículos, publicados más tarde como Les Français de la décadence (3 vols., 1866 a 1868), llevó a un enfrentamiento con las autoridades francesas, y después de la intervención del Gobierno fue destituido de Le Figaro (1868).

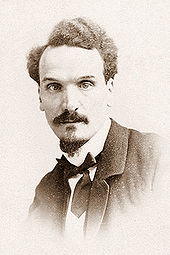
Rochefort hacia 1865.
Foto: Disdéri.

En colaboración con diferentes dramaturgos, había escrito mientras tanto una larga serie de vodeviles de éxito, que comenzaron con Monsieur bien mis en el Folies Dramatiques en 1856. Al abandonar Le Figaro, Rochefort decidió crear un periódico de su propiedad, La Lanterne. El periódico fue intervenido en su undécima aparición, y en agosto de 1868 Rochefort fue condenado a un año de prisión y multa de 10.000 francos.
Posteriormente publicó su trabajo en Bruselas, desde donde fue introducido de contrabando en Francia. Impreso en francés, inglés, español, italiano y alemán, que fue la ronda de Europa. Después de un segundo juicio, huyó a Bélgica. Una serie de duelos, de los cuales el más famoso fue un con Paul de Cassagnac a propósito de un artículo sobre Juana de Arco, mantuvieron a Rochefort en el ojo público.
En 1869, después de dos candidaturas sin éxito, fue elegido miembro de la Cámara de Diputados por la primera circunscripción de París. Fue arrestado en la frontera, solo para ser casi de inmediato puesto en libertad, y de inmediato tomó posesión de su escaño.
Renovó sus ataques contra el Imperio, desde de un nuevo periódico, La Marseillaise, órgano de las reuniones políticas dispuestas por él mismo en La Villette. El personal fue nombrado con los votos de sus miembros, e incluyó a Victor Noir y Paschal Grousset. Los violentos artículos de este periódico condujeron al duelo que resultó en la muerte de Victor Noir a manos del príncipe Pierre-Napoléon Bonaparte. El periódico fue incautado y Rochefort y Grousset fueron enviados a prisión durante seis meses.
La revolución de septiembre y el advenimiento de la Tercera República Francesa fueron la señal para su liberación. Formó parte del Gobierno de Defensa Nacional, encabezado por el general Louis Jules Trochu, gobernador militar de París, pero esta breve asociación con las fuerzas de la ley y el orden se rompió pronto debido a su simpatía expresada abiertamente con los Comuneros. El 11 de mayo de 1871, huyó disfrazado de París. Una semana antes había renunciado junto a un puñado de diputados de la Asamblea Nacional en lugar de tolerar la desmembración de Francia. Detenido en Meaux por el Gobierno de Versalles, fue detenido durante un tiempo en la cárcel con una enfermedad nerviosa antes de que fuera condenado por la legislación militar a cadena perpetua.
A pesar de los esfuerzos realizados por Victor Hugo en su nombre, fue trasladado a Nueva Caledonia. En 1874, escapó a bordo de un barco americano hacia San Francisco. Vivió en Londres y Ginebra, hasta que la amnistía general de 1880 permitió su regreso a Francia. En Ginebra, reanudó la publicación de La Lanterne, y en los artículos periodísticos aparecía constantemente su nombre.

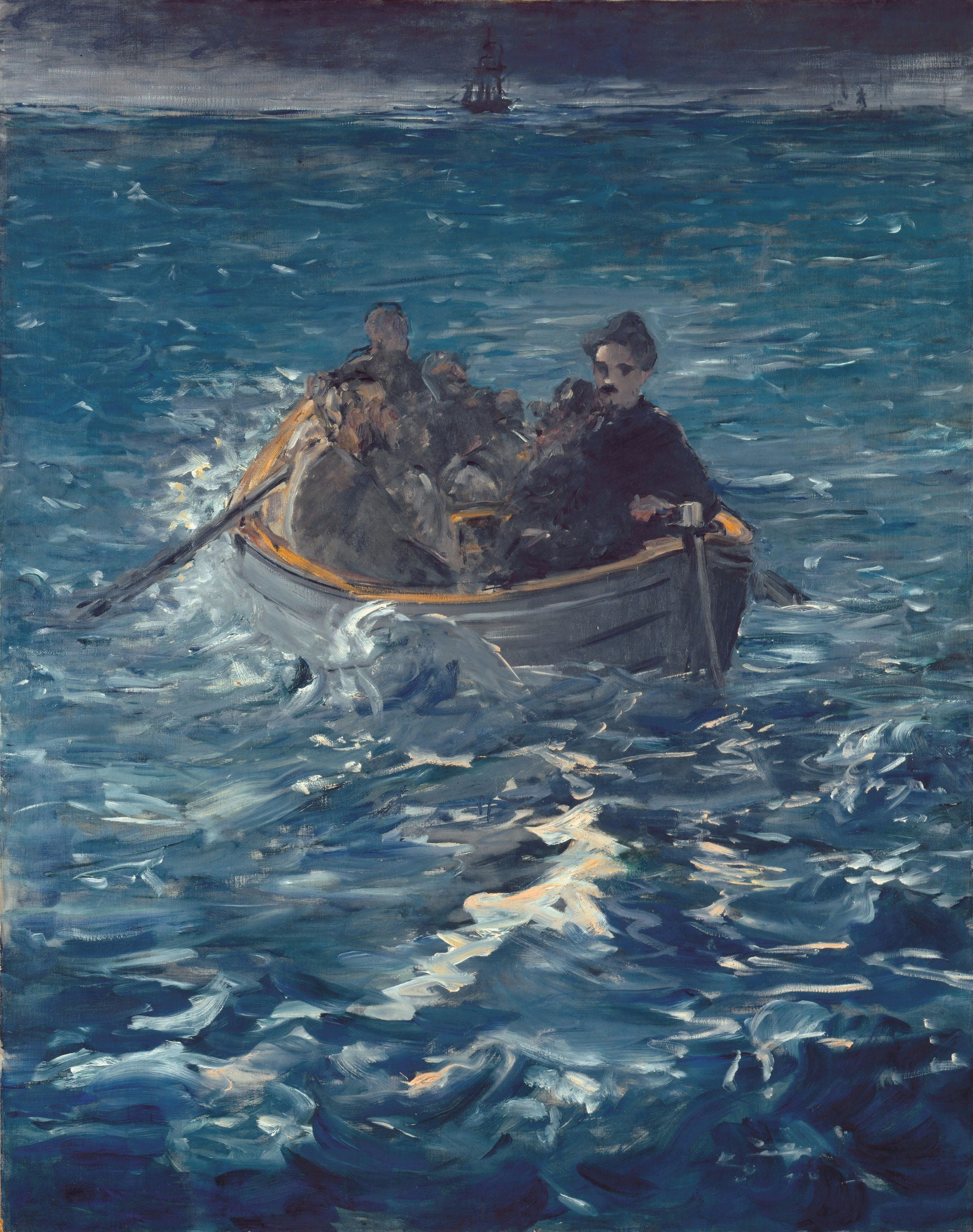
Pintura de Édouard Manet, que representa la huida de Rochefort de Nueva Caledonia, en 1874.

Cuando finalmente en 1880 la amnistía general permitió su regreso a París, fundó L'Intransigeant (El intransigente), de interés radical y socialista. Por un corto tiempo entre 1885-1886 accedió a la Cámara de Diputados, pero encontró una gran oportunidad al año siguiente para inflamar la opinión pública en la agitación boulangista. Fue condenado a reclusión en una fortaleza en agosto de 1889, al mismo tiempo que el General Boulanger, a quien había seguido al exilio. Continuó su polémica desde Londres, y después del suicidio del general Boulanger atacó con gran violencia en una serie de artículos a Jean Antoine Ernest Constans, ministro del Interior en el gabinete Freycinet, lo que llevó a una interpelación en la cámara legislativa en un ambiente de desorden y excitación salvaje.
El escándalo financiero de la fallida construcción del Canal de Panamá de Ferdinand de Lesseps le proporcionó otra nueva polémica, creando en Le Figaro, la sensación de que se había encontrado a Georges Clemenceau en la mesa del financiero Cornelius Herz. En 1895 regresó a París, dos años antes del estallido del caso Dreyfus, que le volvió a poner en el candelero, alineándose en el bando anti-Dreyfusistas junto a Édouard Drumont y Hubert-Joseph Henry, teniendo una participación destacada en la organización de la campaña de prensa. Posteriormente, fue director de La Patrie (La Patria).

## Vida personal
Henri tuvo una larga relación con la editora y traductora Anna-Catherine Strebinger. Henri y Anna-Catherine se casaron en mayo de 1878. Anna-Catherine es un lugar destacado como Catherine en las memorias de Wanda von Sacher Masoch "Confesiones de ma Vie". Catherine hizo traducciones de muchas de las obras de Leopold Von Sacher Masoch. En el libro de Wanda, ella describe la relación de Catalina con Enrique como abierta, con Catherine abiertamente teniendo muchos amantes.

## Obras
Además de sus obras y artículos en las revistas Rochefort publicó varios trabajos independientes, entre los que destacan:
- Les Petits Mystères de l'Hôtel des Ventes (1862), a collection of his art criticisms
- Les Dépravés (Geneva, 1882)
- Les Naufrageurs (1876)
- L'Évadé (1883)
- Napoléon dernier (3 vols., 1884)
- Les Aventures de ma vie (5 vols., 1896)